# Sicydium (Cucurbitaceae)
Sicydium là một chi thực vật có hoa trong họ Cucurbitaceae, có trong khu vực từ Mexico tới nhiệt đới châu Mỹ.

## Các loài
Chi Sicydium gồm 9 loài:
- Sicydium araguense Steyerm. & Trujillo, 1964: Miền bắc Venezuela.
- Sicydium davilae Lira, 1995: Đông nam Mexico (Chiapas).
- Sicydium diffusum Cogn., 1878: Bolivia, bắc Brasil, tây nam Colombia, Ecuador, Peru.
- Sicydium gracile Cogn., 1878: Đông bắc Argentina, Brasil (đông và nam), Peru.
- Sicydium nereoi Pozner, 2015: Argentina (Corrientes).
- Sicydium schiedeanum Schltdl., 1832: Từ Mexico ở phía bắc dọc theo Trung Mỹ tới Colombia và miền bắc Venezuela.
- Sicydium synantherum (Dieterle) H.Schaef. & S.S.Renner, 2011: Miền tây Mexico.
- Sicydium tamnifolium (Kunth) Cogn., 1881: Từ Mexico và Cuba ở phía bắc dọc theo Trung Mỹ tới Peru, Bolivia và Brasil.
- Sicydium tuerckheimii Donn.Sm., 1911: Mexico, Trung Mỹ tới Costa Rica.